# Самоклеящаяся почтовая марка

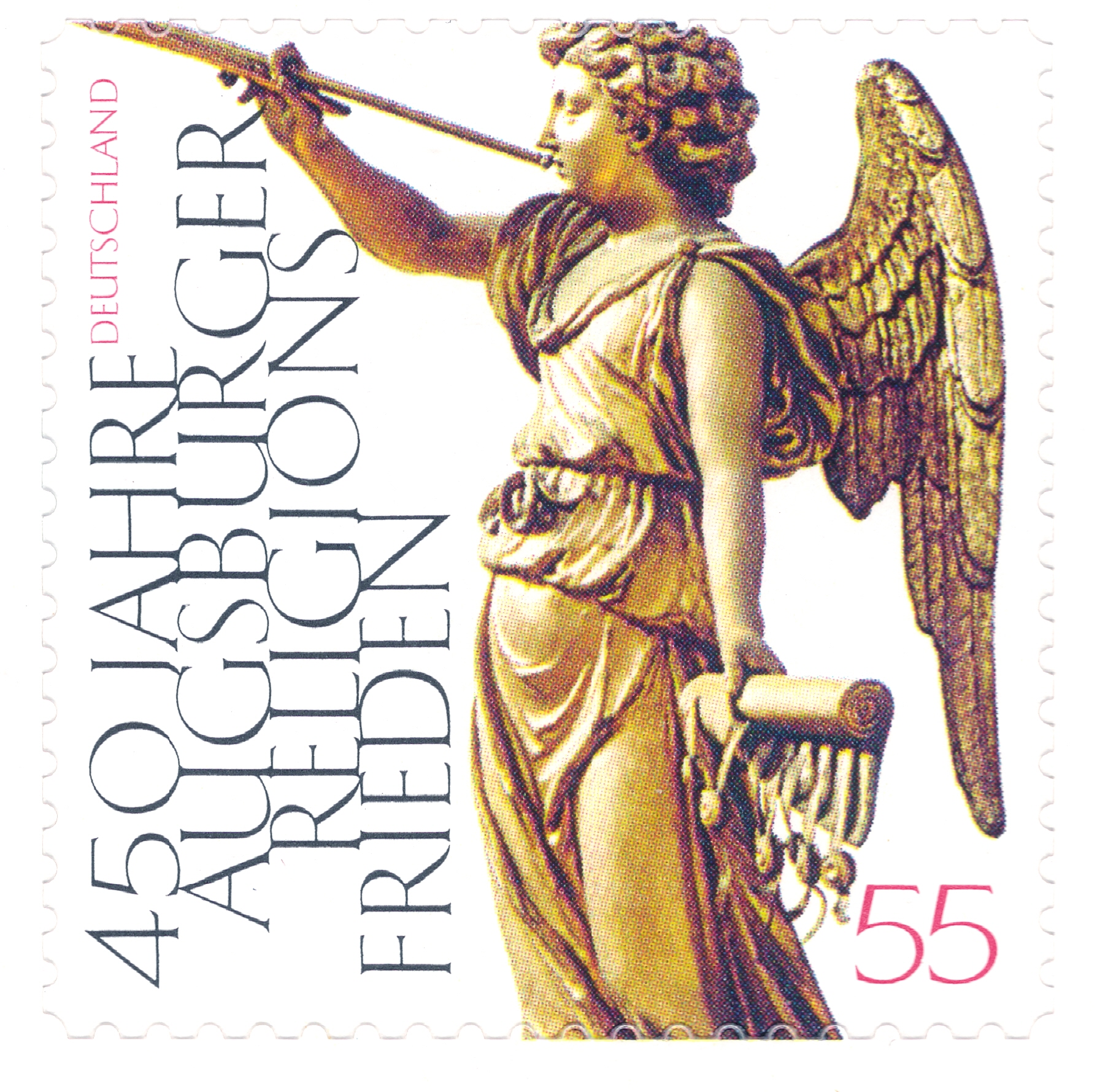
Самоклеящаяся марка Deutsche Post, посвящённая 450-летию Аугсбургского религиозного мира (2005)

Самоклеящаяся почтовая марка (или марка-самоклейка) — почтовая марка с контактным клеем (pressure sensitive adhesive), которому не требуется увлажнение для прилипания к бумаге. Самоклеящиеся марки обычно выпускаются на снимающейся бумажной подложке.

## История и описание
Марки этого типа были впервые эмитированы такими государствами с тропическим климатом как Сьерра-Леоне в феврале 1964 года и Тонга в апреле 1969 года в попытке избежать тенденции традиционных почтовых марок со смачиваемым водой клеевым слоем склеиваться в условиях повышенной влажности. Такие марки облегчают высекание штампом (вырубку, die cutting) отдельных марок причудливых и уникальных очертаний.
Первая попытка Почтовой службы США выпустить марки-самоклейки была предпринята в 1974 году эмиссией 10-центовой марки с флюгером в форме голубки, которая вскоре обесцветилась из-за нестойкости клея. Прошло ещё 18 лет, прежде чем Почтовая служба США выпустила другую марку такого типа. Филателисты критиковали такой формат, поскольку такой клеевой слой постепенно желтил марки. Также они обнаружили, что такие марки трудно снимать с конвертов и сохранять их в первоначальном отличном состоянии, хотя самоклеящиеся марки последних лет улучшились в этом отношении. Британская Royal Mail впервые выпустила марки-самоклейки 19 октября 1993 года, напечатав буклеты по 20 почтовых марок первого класса, затем была выпущена почтовая марка 2-го класса. В последние годы в самоклеящемся формате издавались другие почтовые выпуски.

За пределами филателистической общественности выпуск таких почтовых марок приветствовался как более удобных в пользовании знаков почтовой оплаты. К 2002 году практически все новые почтовые марки Почтовой службы США выпускались в виде самоклеек.
В самоклеящемся формате также выпускаются «артимарки».

## Способ рельефной печати
На бумажной подложке самоклеящейся почтовой марки делались рисунки с целью создания барельефа на поверхности марки.